# Guaraciaba (Santa Catarina)
Guaraciaba es un municipio brasileño del estado de Santa Catarina. Tiene una población estimada al 2022 de 10 796 habitantes. Pertenece a la Región metropolitana del Extremo Oeste.

## Toponimia
Guaraciaba es un término de origen tupí que significa "lugar del sol", kûarasy (sol) y aba (lugar). Sin embargo, otra teoría indica que guaraciaba era la palabra de los indígenas para colibrí, que significa "cabello del sol".

## Historia
La colonización de la localidad comenzó en 1940. El municipio se creó el 20 de julio de 1961, separándose de São Miguel do Oeste e instalándose el 1 de octubre de 1961.